# شون كامب (مغن مؤلف)
شون كامب (بالإنجليزية: Shawn Camp)‏ هو مغن مؤلف أمريكي، ولد في 29 أغسطس 1966.

## وصلات خارجية
- الموقع الرسمي
- شون كامب على موقع IMDb (الإنجليزية)
- شون كامب على موقع ميوزك برينز (الإنجليزية)
- شون كامب على موقع أول ميوزيك (الإنجليزية)
- شون كامب على موقع ديسكوغز (الإنجليزية)